# Werner Müller (musicien)
Ne pas confondre avec Werner Müller (1946-), homme d'affaires et homme politique allemand.
Werner Müller, né le 2 août 1920 à Berlin et mort le 28 décembre 1998 à Cologne, est un compositeur, maître de chapelle et chef d'orchestre de musique classique allemand.
Il a travaillé avec Caterina Valente et Horst Fischer, un trompettiste.

## Discographie
| Album                                                                        | Année |
| ---------------------------------------------------------------------------- | ----- |
| Your Musical Holiday in Paris                                                | 1955  |
| Your Musical Holiday in New York                                             | 1956  |
| Percussion In the sky                                                        | 1961  |
| Welterfolge (Wild Strings)                                                   | 1962  |
| Noches Tropicales                                                            | 1963  |
| Werner Mülley Plays Leroy Anderson                                           | 1964  |
| Great Strauss Waltzes                                                        | 1964  |
| Werner Müller on Broadway                                                    | 1964  |
| Caterina Valente, Werner Müller and His Orchestra                            | 1965  |
| Germany                                                                      | 1965  |
| Gypsy                                                                        | 1966  |
| Party Rakete '66, Werner Müller Spielt Zum Tanz                              | 1966  |
| Echoes Of Italy                                                              | 1969  |
| Spectacular Tangos                                                           | 1969  |
| Golden Evergreens                                                            | 1969  |
| The Latin Splendor Of Werner Müller                                          | 1970  |
| Songs Of Joy                                                                 | 1971  |
| The Strip Goes On                                                            | 19721 |
| Learn To Love                                                                | 1972  |
| Caterina Valente With Werner Müller And His Orchestra - Love                 | 1972  |
| Tangos Espectaculares                                                        | 1972  |
| Tango!                                                                       | 1972  |
| Horst Fischer, Werner Müller Und Sein Orchester - Yesterday Hits For Dancing |       |
| Budenzauber (Crazy Party)                                                    |       |
| Tanz Um Die Welt                                                             |       |
| In A Gypsy Mood                                                              |       |
| Music For Lovers                                                             |       |
| Italia, Bella Italia                                                         |       |
| Tropical Nights                                                              |       |